# Ramularia rubella
Ramularia rubella är en svampart som först beskrevs av Hermann Friedrich Bonorden, och fick sitt nu gällande namn av John Axel Nannfeldt 1950. Ramularia rubella ingår i släktet Ramularia och familjen Mycosphaerellaceae.   Inga underarter finns listade i Catalogue of Life.